# منظمة صحفيون من أجل التنوع
منظمة صحفيون من أجل التنوع UNITY هو تحالف يتكون من جمعية الصحفيين الأمريكيين الآسيويين، وجمعية الصحفيين الوطنية للسحاقيات والمثليين، وجمعية الصحفيين الأمريكيين. تعمل منظمة صحفيون من أجل التنوع كمنظمة مظلة تحتضن المجموعات بموجب اتفاقية مشتركة. عقدت اتفاقيات UNITY في عام 1994(بأتلانتا ، و1999 (بسياتل)، و2004 (بواشنطن العاصمة)، و2008 (بشيكاغو) و2012 (بلاس فيجاس).
كان أول رئيس للوحدة هو الصحفي التلفزيوني لويد لوكويستا في منطقة خليج سان فرانسيسكو. يشغل ديفيد شتاينبرغ من صحيفة سان فرانسيسكو كرونيكل، الرئيس السابق لجمعية الصحافيين المحليين ومثليي الجنس منصب الرئيس الآن.
كانت منظمات UNITY الأربع هي الرابطة الوطنية للصحفيين السود، والرابطة الوطنية للصحافيين من أصل أسباني، ورابطة الصحفيين الأمريكيين الآسيويين ورابطة الصحفيين الأمريكيين الأصليين.
غادرت جمعية الصحفيين الوطنية للسحاقيات والمثليين منظمة صحفيون من أجل التنوع UNITY في عام 2011 وانضمت جمعية الصحفيين الأمريكيين NLGJA في وقت لاحق من ذلك العام. انسحبت الرابطة الوطنية للصحافيين من أصل أسباني NAHJ من التحالف في أكتوبر 2013.

## روابط خارجية
- UNITY Journalists home page